# Strada europea E762
La strada europea E762 è una strada di classe B il cui percorso si trova in Bosnia ed Erzegovina, Montenegro e Albania.